# Pseudogilbia sanblasensis
Pseudogilbia sanblasensis är en fiskart som beskrevs av Møller, Schwarzhans och Nielsen 2004. Pseudogilbia sanblasensis ingår i släktet Pseudogilbia och familjen Bythitidae. Inga underarter finns listade i Catalogue of Life.